# 北益昌
北益昌，山西省临汾地区霍州市南部一个村庄，隶属于辛置镇，原来属于洪洞县，后来隶属赵城县（后来撤销县降级为镇并入洪洞县）最后被划归霍州市（县）。
北益昌旁边的山沟里有一个重要的橡胶基地，名为：山西橡胶厂，近几年倒闭到现在已经彻底拆除，原有厂房变成一片瓦砾，居住区暂时保留下来，工人已经遣散。